# Cazul István Beke și Zoltán Szőcs
Cazul István Beke și Zoltán Szőcs reprezintă o serie de evenimente în jurul lui István Beke și Zoltán Szőcs, aparținând comunității maghiare din România, care în 1 decembrie 2015 au fost acuzați de plănuirea unui atentat în piața din Târgu Secuiesc. Aceștia au fost condamnați pentru terorism, plasați în regim de detenție în 2018 și eliberați condiționat în 2021. Mai multe detalii făcute publice în timp au subliniat faptul că acuzația și condamnarea pentru terorism sunt nefondate, fiind asociate și cu vicii procedurale. 
În prezent (2025) se află înaintat un proces la Curtea Europeană a Drepturilor Omului (CEDO) din Strasbourg și se examinează legalitatea condamnării.

## Context și desfășurare
István Beke și Zoltán Szőcs, activiști ai Mișcării de Tineret 64 de Comitate⁠(hu)[traduceți], în maghiară Hatvannégy Vármegye Ifjúsági Mozgalom (HVIM), au fost acuzați de Direcția de Investigare a Infracțiunilor de Criminalitate Organizată și Terorism (DIICOT) că ar fi plănuit să detoneze un dispozitiv exploziv improvizat la parada militară care a avut loc în piața centrală din Târgu Secuiesc, de 1 decembrie 2015, de Ziua Națională a României. Potrivit acuzaților, s-au purtat discuții în glumă despre utilizarea unor petarde, iar intenția era de a speria participanții.
În ultimii ani, festivitățile de 1 decembrie au fost caracterizate de marșuri ale Noua Dreaptă și de un „război” al steagurilor și altor simboluri. Potrivit Transindex, în ziua respectivă erau prezenți ofițeri din Serviciul Român de Informații, polițiști în civil și jandarmi, care pretinzând că asigură decurgerea pașnică a sărbătorii, în fapt încercau intimidarea localnicilor. Astfel, participanții la comemorarea Diviziei Secuiești au fost avertizați să nu provoace, altfel vor fi luați la întrebări, iar în același timp, o persoană cu un steag românesc a fost dusă înspre cei care comemorau. În cadrul comemorării care a avut loc la monumentul lui Károly Kratochvil din fața Școlii Militare Secuiești, organizată de membri ai Consiliului Național Secuiesc, nu au existat imixtiuni ale efectivelor.
Inițial, era nevoie de petarde pentru jocul de airsoft practicat în grup de aceștia la sfârșiturile de săptămână, la poligonul din Estelnic, iar István Beke a venit cu propunerea în 10 octombrie 2015 de a se ocupa singur de procurare. În final, construcția trebuia să se concretizeze într-o „bombă” de airsoft care dispersează temporizat sau prin telecomandă proiectile din plastic pe o rază de 5 metri, care nu prezintă un risc pentru sănătatea umană. István Hodor, complice al acuzaților, a declarat că aceasta se putea găsi pe internet, însă Beke a preferat să o fabrice acasă, iar discuția telefonică între cei doi, interceptată de SRI, ar fi putut determina concluzionarea că se discuta despre un dispozitiv exploziv adevărat.
La întrevederea din octombrie 2015 o altă persoană din grup a venit cu o altă propunere, aceea de a speria în glumă participanții la festivitatea din 1 decembrie, iar cei din grup au fost amuzați de „modul în care soldații de la paradă ar face poziția culcat”. Pe de altă parte, participanții erau conștienți că discuțiile lor erau interceptate regulat și au vrut în același timp să se asigure că așa este.
Acțiunea a fost denunțată de un membru HVIM, care a înregistrat discuțiile a 5 persoane de la o întâlnire realizată în 10 octombrie 2015 și a predat înregistrarea autorităților române.
În 23 octombrie 2015 SRI a sesizat procuratura printr-un proces-verbal și DIICOT de unele acțiuni care pot periclita securitatea națională a României. S-a mai atașat un material amplu despre HVIM intitulat „Documentar”, transpus de procurori aproape identic în rechizitoriu.
În 30 octombrie 2015 DIICOT a dispus demararea urmăririi penale „in rem”.
Conform interpretării DIICOT, în 10 octombrie 2015 se plănuia „cel mai amplu atentat terorist din ultimul sfert de secol”.

Martorii au menționat că oficialitățile române au monitorizat în mod regulat activitatea organizației HVIM. István Hodor a declarat într-un interviu că:
„… noi, cei din HVIM am fost mereu interceptați și noi știam acest lucru. Deci, uneori am glumit purtând discuții care să trezească atenția oficialităților.”
În 12 noiembrie 2015 procuratura a dispus folosirea unui martor cu identitate protejată numit „József Sándor” până în 10 ianuarie 2016. În 14 noiembrie martorul a semnalat o întâlnire programată pentru ziua următoare la Estelnic. DIICOT l-a însărcinat să înregistreze discuțiile care „privesc propriile convorbiri sau comunicări pe care le-ar purta cu terți.” Se presupune că întâlnirea s-a contramandat. Fragmente din procesul-verbal al mărturiei martorului au fost preluate de procuratură și presă.
În 26 noiembrie procurorul-șef al DIICOT, Daniel Horodniceanu, a trimis o adresă la U.M. 0127 din SRI condusă de Dumitru Dumbravă, șef de departament juridic de la SRI, pentru a solicita înființarea unei echipe comune de lucru, care să ofere sprijin de specialitate pe parcursul urmăririi penale. În aceeași zi DIICOT a cerut tribunalului autorizarea perchezițiilor locuințelor lui Beke și Szőcs.
La inițiativa procuraturii, SRI a făcut 15 înregistrări și 15 procese-verbale între 16 și 23 noiembrie 2015 la discuțiile purtate de Beke și colegii lui, concluzia jurnalistului Levente Szőcs fiind aceea că declarația martorilor privind monitorizarea regulată este reală. S-a mai completat faptul că SRI a omis întâlnirea din 10 octombrie. În noiembrie se pregătea deja arestarea liderilor mișcării de către DIICOT, deși în mod oficial, împotriva acestora nu a fost începută urmărirea penală.
De asemenea, organizația a fost interceptată de SRI în baza Legii nr. 51 din 1991 de patru ori, începând din 2 februarie 2014.
În 30 noiembrie și 1 decembrie 2015 mai multe efective de poliție și jandarmerie au percheziționat toate autovehiculele parcate în Piața Gábor Áron în căutarea de dispozitive explozive.
În dimineața zilei de 1 decembrie 2015, ora 04:00, István Beke a fost arestat de DIICOT. În cadrul percheziției domiciliare s-au găsit materiale susceptibile (petarde) de a se constitui într-un dispozitiv explosiv, deși în câteva ore trebuia să fie în stare de funcționare pentru a fi plantat într-un coș de gunoi din piața orașului, potrivit comunicatelor DIICOT și SRI. De asemenea, nu s-a găsit niciun mecanism detonator.

## Urmări

### Continuarea anchetei
În urma arestării și transferării la București de către DIICOT a lui István Beke ca suspect de terorism după dispoziția Parchetului de pe lângă Înalta Curte de Casație și Justiție, au fost derulate percheziții atât la domiciliu cât și la firma proprie din Târgu Secuiesc. În zilele următoare, agenții DIICOT și SRI au efectuat alte două percheziții, una la domicliul vicepreședintelui organizației HVIM, István Hodor și cealaltă la domiciliul antrenorului de karate al organizației, Otto Szabó și sala de sport a acestuia, amândoi fiind din zona Tinoasa (în maghiară Kézdisárfalva). În cadrul cercetărilor nu s-au găsit dispozitive explozive improvizate sau echipamente în scopul construirii acestora, fiind confiscate petarde destinate petrecerilor de Revelion, un artificiu de tort, un dispozitiv de vedere pe timp de noapte pentru armă de airsoft, o sirenă acustică, hard-disk-uri de calculator, drapele maghiare și tricouri cu simbolurile județului Covasna.
În 1 decembrie 2015 Tribunalul București a prelungit arestul preventiv al lui Beke la 30 de zile.
În aceeași zi, într-o declarație trimisă către agenția de presă MTI⁠(hu)[traduceți], organizația HVIM a reacționat asupra raportului DIICOT dat publicității despre plănuirea unui atentat terorist, declarând că filiala din Târgu Secuiesc a organizației a fost supusă la hărțuiri, calomnii și alte măsuri ilegale, dând ca exemplu nepermiterea prezenței unui avocat în timpul interogatoriului și a unui traducător, în contextul în care procesele verbale au fost realizate în limba română.
István Hodor a declarat pentru Transindex că familia lui Beke și nici acesta nu au putut intra în contact cu acuzatul în timpul arestului și interogatoriului avut loc la București. Soția lui István Beke a declarat că în urma percheziției la sediul firmei din oraș s-a lăsat dezordine, iar în lipsa găsirii unor materiale pirotehnice confiscările s-au limitat la laptop-uri, suporturi media și altele. Aceasta a declarat că pentru secui nu există prezumția de nevinovăție și că s-a reușit sensibilizarea și transmiterea dezgustului și urii opiniei publice prin acuzații fictive.

### Trimiterea în judecată
În 18 mai 2016 István Beke și Zoltán Szőcs au fost trimiși în judecată de Direcția de Investigare a Infracțiunilor de Criminalitate Organizată și Terorism (DIICOT) pentru instigare la infracțiunea de atentat contra unei colectivități, săvârșită în condițiile Legii nr. 535/2004 privind prevenirea și combaterea terorismului și instigare la infracțiunea de nerespectarea regimului materiilor explozive. Concluzia DIICOT a avut baza unor convorbiri telefonice interceptate purtate de aceștia și a unor petarde descoperite în locuința lui Beke. Prima ședință publică a avut loc în 13 septembrie 2016.
Instanța a schimbat încadrarea juridică, din instigare la infracțiunea de atentat contra unei colectivități în tentativă la acțiuni împotriva ordinii constituționale, unde István Beke și Zoltán Szőcs au fost achitați de judecători.
În prima instanță, Curtea de Apel Brașov a constatat că cea mai mare parte din rechizitoriul redactat de către DIICOT este nefondat, iar Curtea de Apel București a schimbat încadrarea  juridică din nerespectarea regimului materiilor explozive în folosirea materialelor pirotehnice fără drept și le-a aplicat acestora în 7 aprilie 2017 10 luni și 8 zile, respectiv 11 luni și 6 zile închisoare cu executare, perioade deja petrecute în arestul preventiv și la domiciliu, potrivit instanței.
În cursul audierii din 20 ianuarie 2016 Szabolcs Bandi a identificat interlocutorii discuțiilor.
Din informațiile acuzatorului, informator a fost o persoană dintre cele două care nu au fost prezente la ședința de judecată din 5 decembrie 2016, acestea fiind Szabolcs Bandi și István Hodor. La aceeași ședință de judecată a fost audiat un martor protejat cu fața acoperită și vocea distorsionată. Cei doi au fost audiați anterior, iar Bandi a fost martor al acuzării. Potrivit jurnalistului Levente Szőcs, există posibilitatea ca martorul protejat să fie un ofițer din cadrul Serviciului Român de Informații (SRI) care și-a asumat rolul la dispoziția superiorilor. Explicația acestuia a fost că înregistrarea din 10 octombrie 2015 a ajuns la procuratură de la SRI, iar pe de altă parte nu a existat o autorizație judecătorească de a înregistra convorbirea. În cazul în care înregistrarea a fost realizată de SRI aceasta nu putea fi folosită ca probă într-un proces penal, dar dacă a fost făcută de un participant la discuție se aplica Articolul 139, alineatul 3 din Codul Penal: „înregistrările prevăzute în prezentul capitol, efectuate de părți sau de alte persoane, constituie mijloace de probă când privesc propriile convorbiri sau comunicări pe care le-au purtat cu terții”.
În cazul interviului dat de István Hodor pentru ziarul Székely Hírmondó⁠(hu)[traduceți], potrivit lui Levente Szőcs, procuratura a vrut să cunoască și materialul brut, fiind interceptate și discuțiile purtate de jurnaliști cu membrii familiilor celor acuzați, martori și respectiv discuțiile jurnaliștilor.

#### Vicii procedurale
Potrivit jurnalistului Levente Szőcs, dosarul penal conține mai multe contradicții, unde cele mai multe dovezi și probe nu au nicio legătură concretă cu acuzația sau au doar conexiuni indirecte.
În ceea ce privește traducerea discuțiilor din limba maghiară există greșeli: discuția purtată în grup în 10 octombrie 2015 nu corespunde cu traducerea din dosar, unde fraza-cheie a rechizitoriului sună diferit în maghiară, Beke declarând referitor la acțiunea de 1 decembrie „mai vedem”, și nu „facem” din traducere. Restul conversației înregistrate a fost inaudibilă, însă acuzarea a declarat că există „dovezi irefutabile”. De asemenea o traducere greșită a fost și referitor la discuția purtată de István Hodor cu o jurnalistă de la Transindex, unde numele acesteia a fost schimbat de o traducătoare a procuraturii. Audierea traducătoarei, în scopul depistării și altor inadvertențe de acest tip, nu a fost permisă de judecător.
La lista probelor după care instanța a trebuit să determine intenția s-a mai adăugat o mare parte cantitativă de înregistrări ale experimentelor judiciare (explozii experimentale) efectuate la dispoziția procuraturii în 19 februarie 2017, la Poligonul de Experiențe al Armatei „General de Divizie Ștefan Burileanu”. Concluzia în urma experimentelor a fost că atentatul s-ar fi soldat cu pierderi de vieți omenești, însă potrivit lui István Beke, geniștii au adăugat pe lângă petardele găsite în locuința proprie și a angajatului acestuia, Makó Attila, unele componente care nu au fost în posesia proprie vreodată sau care le-a procurat cu alte scopuri. În cadrul perchezițiilor domiciliare în mai multe locații nu s-a găsit niciun fel de detonator la acuzați.
De asemenea, serviciul de informații a menționat o cantitate de 10–20 de petarde, în timp ce rechizitoriul câteva sute. Tot SRI a afirmat că István Beke „și-a asumat” confecționarea dispozitivului exploziv, iar în rechizitoriu Szőcs István, în calitate de președinte al HVIM, „i-a trasat această sarcină”. În dosarul penal apare și o fotografia unui ecran cu o scrisoare a lui István Beke care s-a adresat unui magazin să-i înlocuiască telefonul comandat întrucât difuzorul distorsionează vocile, dezmințind afirmația procuraturii că a vrut să folosească telefonul ca dispozitiv de telecomandă pentru explozie. Rechizitoriul pe de altă parte a menționat că s-a solicitat înlocuirea aparatului deoarece „nu corespundea parametrilor”.
În experimentele judiciare au fost adăugate și cuie în dispozitivul exploziv, deși nu s-a găsit intenția de a utiliza materialul, acuzații dorind a speria participanții la paradă și nu de a-i ucide. Beke a susținut că a folosit cuiele la o lucrare efectuată cu puțin timp înaintea arestării și procuratura ar trebui să aibă cunoștință de acest aspect, deoarece există camere de supraveghere, iar DIICOT a ridicat înregistrările camerelor respective. De asemenea, procuratura a menționat cantitatea ca fiind „o ladă cu cuie”, în timp ce era vorba de o cutie de dimensiunea unui creion.
Potrivit juristului Előd Kincses într-un articol pentru Active Watch, acuzația privitoare la săvârșirea infracțiunii de tentativă teroristă, cu respectarea normelor procedurii penale, putea fi legal formulată numai dacă în prealabil se stabilea printr-un raport de expertiză pirotehnică faptul că din petardele confiscate se putea confecționa în cel mult 12 ore, cât avea la dispoziție István Beke până la parada militară din 1 decembrie, o bombă artizanală cu explozie teleghidată, în condițiile inexistenței unui dispozitiv de detonare în urma perchezițiilor.

Comunicatul DIICOT dat publicității în 1 decembrie arată că:
În cauză, există suspiciunea rezonabilă că în realizarea obiectivelor revizionist-separatiste pe care structura naționalist-extremistă Mișcarea de Tineret 64 de Comitate – HVIM Ungaria le promovează în Transilvania în scopul realizării, inclusiv prin acte de violență îndreptate împotriva cetățenilor români și a bunurilor acestora, a dezideratului de îngreunare/ împiedicare a autorităților române în actul de exercitare a puterii de stat în zona așa-zisului <Ținut Secuiesc>, ca etapă a procesului ce vizează refacerea <Ungariei Mari>, inculpatul B.I.A., membru marcant al extensiei în România a HVIM Ungaria, și-a asumat și ulterior a procurat mijloacele  și instrumentele necesare confecționării unui dispozitiv exploziv improvizat pe care intenționa să-l detoneze în public, pe raza localității Târgu Secuiesc, pe parcursul desfășurării manifestației prilejuite de sărbătorirea zilei de 1 Decembrie.
Potrivit juristului amintit, dreptul la apărare este garantat de Constituția României, indiferent de gravitatea faptei și de opiniile politice îmbrățișate de învinuit/inculpate, însă în cazul presupusului terorist organele de justiție au îngreunat exercitarea acestui drept. În acest sens, cu toate că avocatul angajat de familia Beke a depus la dosar împuternicirea avocațială, nu a fost înștiințat de Înalta Curte de Casație și Justiție despre termenul de judecată a căii de atac exercitate împotriva hotărârii prin care s-a dispus inițial arestarea preventive pentru 30 de zile. Beke a aflat ziua și ora dezbaterii din presă, dând publicității presei că i s-a permis studierea dosarului abia în dimineața judecății.
În ceea ce privește actele preparatorii, pentru juriștii penaliști este de notorietate că acestea în vederea săvârșirii unei infracțiuni volitive sunt deosebit de dificil de calificat. Astfel, șirul actelor pregătitoare poate fi întrerupt oricând, intervenind astfel desistarea, care în general înlătură răspunderea penală.
Kincses a dat ca exemplu două cazuri reprezentate de un avocat renumit în Austro-Ungaria, dr. Károly Eötvös:
- Eötvös a reprezentat evrei acuzați pe nedrept de omor premeditat în procesul omorului ritual de la Tiszaeszlár⁠(en)[traduceți] (supranumit procesul Dreyfus al Ungariei), instanțele de judecată dispunând achitarea evreilor iar avocatul bucurându-se de un succes răsunător. Cu toate acestea, apărarea lui Eötvös a fost umbrită de mass-media ostilă.[11]
- Eötvös a apărat un spărgător cu antecedente, care se afla în proximitatea unei bănci având asupra lui instrumentele pentru spargere. A fost prins și trimis în judecată pentru tentativă de spargere, iar avocatul, spre stupefacția instanței de judecată, a propus condamnarea inculpatului apărat de el nu numai pentru infracțiunea de tentativă de spargere, atât timp cât avea asupra acestuia instrumentele necesare săvârșirii actului, ci și pentru tentativă de viol, deoarece avea asupra lui și instrumentul necesar săvârșirii acestei fapte. Instanțele de judecată l-au achitat pe inculpat în lipsă de probe.[11]

### Condamnarea
În 4 iulie 2018, cei doi au fost condamnați de către Înalta Curte de Casație și Justiție la câte cinci ani de închisoare cu executare pentru terorism și instigare la terorism.
Condamnarea acestora a provocat indignarea comunității maghiarilor din România, fiind considerați victimele unui proces politic înscenat. La Târgu Secuiesc au avut loc proteste care au durat câteva săptămâni.

## Reacții

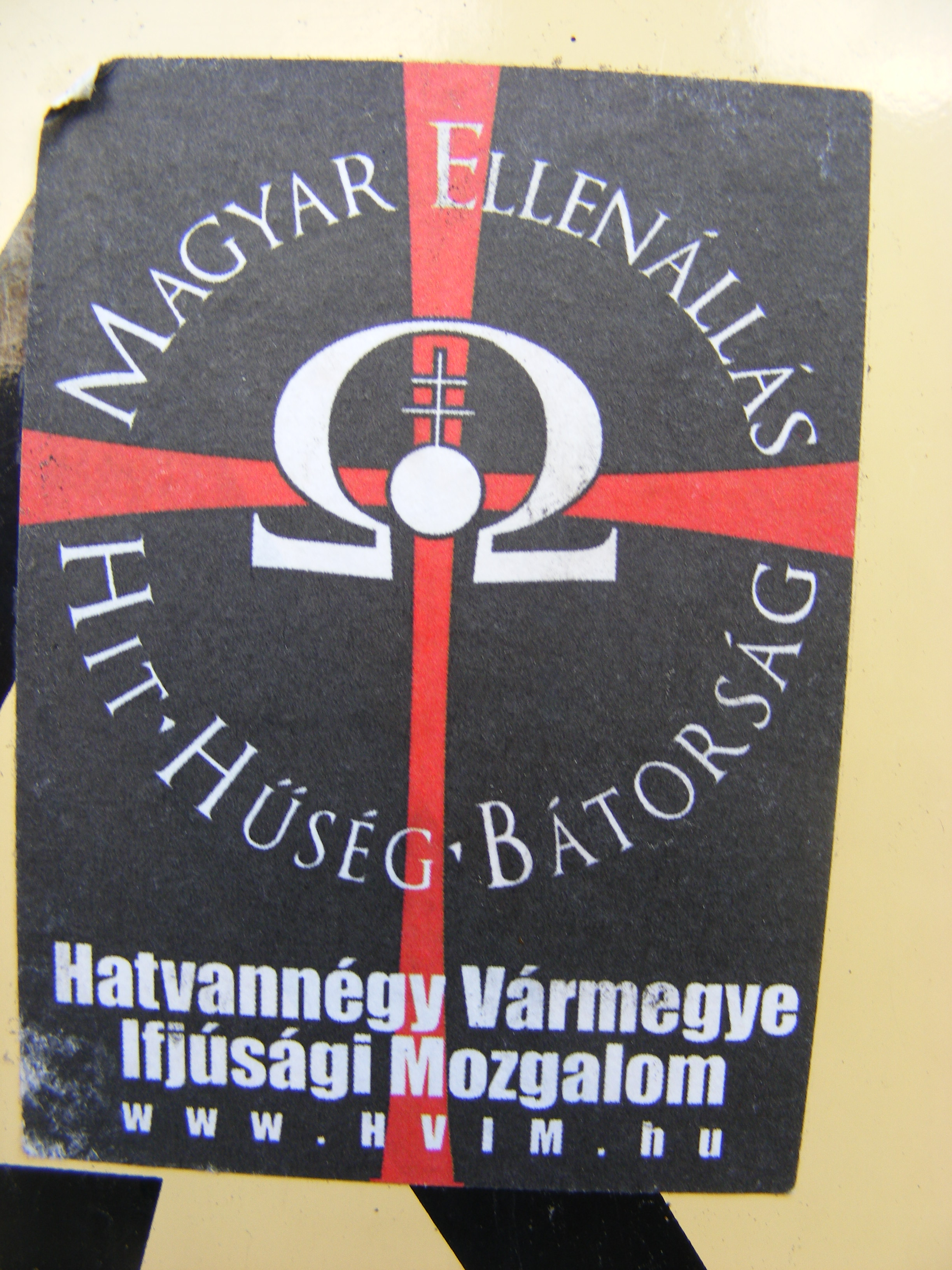
Emblema Mișcării de Tineret 64 de Comitate

### Mass-media
Potrivit Transindex, în perioada următoare arestării, articolele publicate în mass-media în limba română erau rezumate în mare parte de remarca lapidară a unui comentator: „deși nu există terorism secuiesc, există o cerere pentru el, cel puțin din partea unor români”, punându-se la îndoială ideea de atentat.
În 1 decembrie 2015, ziaristul Cristian Tudor Popescu declarase pentru Digi 24 faptul că putea exista un posibil răspuns la atacurile teroriste din Paris din luna anterioară, însă nu se găsise „mașinăria infernală” compusă din 250 de explozivi, acestea fiind doar informații relatate de purtătorii de cuvânt ai Serviciului Român de Informații (SRI) și procurori.
„Ceea ce mă face să zâmbesc și mă pune pe gânduri e fraza că acești atentatori erau urmăriți de la bun început, de când le-a trecut prin cap asta, organele noastre vigilente îi supravegheau pas cu pas și au fost prinși când se pregăteau să își pună maleficul plan în acțiune.
Așa ceva am mai văzut în filmele securiste dinainte de 89, căci filme SRI-ste mai puțin s-au făcut după 89, filme în care nu aveau spionii nicio șansă. Asta auzim și acum, mă face ușor să zâmbesc, dar există și posibilitatea ca totul să fie foarte real”.
Într-un interviu din 5 decembrie, ziaristul a pus la îndoială acțiunea unui atentat aducând la cunoștință că la arestarea lui István Beke în dimineața zilei de 1 decembrie la ora 04:00, în timpul percheziției, presupusul dispozitiv exploziv nu era asamblat, în fapt fiind materiale susceptibile de a se constitui într-unul, deși în câteva ore trebuia să fie în stare de funcționare pentru a fi plantat într-un coș de gunoi din piața orașului, potrivit DIICOT și SRI. De asemenea nu s-a găsit niciun mecanism detonator.
Ziaristul a adus în discuție că un astfel de atentat făcut în numele unei organizații extremiste ungare ar fi pus Ungaria într-o lumină defavorabilă în fața organismelor europene, acțiune ce nu prezintă sens. Pe de altă parte, plantarea unui dispozitiv explozibil într-un coș de gunoi, după modelul Armatei Republicane Irlandeze (IRA) în orașele din Anglia în anii 1970, iarăși nu prezintă sens, întrucât o explozie ar fi afectat și cetățeni de etnie maghiară, unde în condițiile date de așezarea cu o populație mică, ar fi putut periclita inclusiv membri de familie sau cunoscuți. Acesta a considerat informația de la SRI despre coșul de gunoi drept șablon de film.
Ideea de lovitură de imagine expusă de Popescu a fost reluată de juristul Előd Kincses, prezentând informația instituțiilor abilitate conform căreia suspectul era urmărit de peste trei luni, dar fiind arestat tocmai de 1 decembrie, reușindu-se amplificarea impactului mediatic și demonstrând astfel utilitatea și vigilența angajaților din SRI. În acest mod, potrivit lui Kincses, opinia publică a acceptat majorarea bugetară cerută de serviciile de informații în detrimentul altor instituții publice mai nevoiașe. Tot acesta a subliniat că ponderea cetățenilor maghiari în orașul natal al lui Beke depășește 80%, iar dispozitivul exploziv plantat în coșul de gunoi s-ar fi aflat în dreptul publicului spectator, compus din maghiari.
Ziaristul a menționat că un amănunt important îl constituie faptul că în Transilvania nu există o atmosferă care să genereze și să promoveze un atentat, iar dacă s-ar fi produs, acesta ar fi fost întâmpinat cu reacții negative de marea majoritate a maghiarilor din Transilvania.
Ziaristul Dan Andronic într-un articol în Evenimentul zilei a menționat că opinia publică a fost de părere că există o acțiune de autopromovare a Serviciului Român de Informații și de distragere a atenției. Ziaristul a mai completat că, de asemenea, autoritățile nu își permiteau totuși să neglijeze amenințarea.
Acesta a formulat o listă de întrebări în urma celor constatate:

1. „Ce poate un om să facă cu 400 de petarde, capabile să producă steluțe și zgomot, ca la nuntă?
2. De ce SRI și DIICOT l-a arestat fix de 1 Decembrie, dacă-l urmăreau din luna august, vrând parcă să dea o lovitură de imagine?
3. Cum vroia presupusul terorist să omoare români la Târgu Secuiesc, căci acolo trăiesc numai unguri?
4. Cât de periculos era Beke Istvan Atilla?
5. Cum se va termina acest caz, în condițiile în care cea mai grea parte a demonstrației de-abia urmează, fiind vorba de un proces în instanță?
6. Va fi folosit acest prilej pentru transformarea lui Beke Istvan Atilla într-un erou al separatiștilor maghiari?”

### Societatea civilă
Ca urmare a acțiunii DIICOT și SRI, în Târgu Secuiesc au avut loc proteste ale secuilor.
În 2 decembrie 2015 Active Watch a făcut apel către jurnaliști și politicieni pentru a nu stigmatiza în acest context comunitatea maghiară din țară, demers civic ce se poate realiza prin a evita punerea semnului de egalitate între maghiari (în ansamblu și liderii politici) și teroriști și a evita blamarea dezbaterilor cu privire la aspirațiile politice legitime, cerute prin mijloace democratice, ale acestora. Cu referire la jurnaliști, organizația a indicat practicarea meseriei cu profesionalism, responsabilitate și bună-credință în modul de a relata subiecte extrem de sensibile și cu potențial de a provoca reacții xenofobe împotriva comunității maghiare și să nu ezite verificarea acurateții informațiilor, inclusiv oficiale, furnizate de către SRI și DIICOT.
De asemenea, Active Watch a readus în atenție jurnaliștilor recomandările formulate în cadrul Raportului Libertatea de Expresie în România 2014–2015 cu privire la relatările despre comunitatea maghiară:
1. Verificarea cu maximă atenție a informațiilor cu privire la comunitatea maghiară, inclusiv cele care vin din surse „oficiale”, pentru a evita intoxicările de presă.
2. Pe cât posibil, să se ceară poziția unui reprezentant al minorității maghiare în cazul în care se publică știri care privesc această comunitate.
3. Pe cât posibil, să se ceară o versiune originală a declarațiilor în limba maghiară și să se încerce obținerea unei traduceri independente pentru a evita transpunerile trunchiate.[15][16][17]

Organizația a mai cerut instituțiilor publice implicate lămurirea rapidă a situației prin punerea la dispoziție a tuturor probelor legate de intenția din 1 decembrie.
De altfel, atenționarea adusă de organizație presei a venit și pe fondul faptului că în decembrie 2014, DIICOT a început o altă urmărire penală „in rem” sub aspectul săvârșirii infracțiunii de amenințare prevăzută de articolul 206 din Codul penal săvârșită în condițiile Legii nr. 535/2004 privind prevenirea și combaterea terorismului, pe baza unor fapte false. Astfel, Agerpres a publicat o știre, care cita o traducere oficială, unde figura declarația primarului orașului Sfântu Gheorghe, Árpád-András Antal în cadrul unei întâlniri a UDMR: „Îl rog pe domnul Frunda să își roage șeful, prim-ministrul României, să îl instruiască pe prefectul de Covasna să îi lase în pace pe maghiari. Ce fac prefecții, îl califică și pe el. (...) Dacă nu, în secuime s-ar putea întâmpla ce s-a întâmplat la Târgu Mureș în 1990”.
Ulterior, înregistrările audio și scrise originale puse la dispoziție conțineau următoarele: „[...] să-și instruiască prefecții să nu-i mai provoace pe maghiari. Pentru că, ceea ce face Prefectul de Covasna, îl privește și pe domnul prim-ministru și, dacă nu cumva cineva are interesul ca românii și maghiarii din Sfântu Gheorghe, sau de prin alte părți din Secuime să ajungă din nou în situația în care au fost în 1990 la Târgu Mureș, atunci ar trebui să le acorde maghiarilor un minim respect.” În acest context organizația a publicat versiunea integrală a declarației și a îndemnat mass-media să trateze cu responsabilitate subiectul.

Tot în 2 decembrie politologul Alina Mungiu-Pippidi a comentat evenimentul pentru blogurile Adevărul în articolul intitulat „De ce impostura e o problemă mai mare la români decât terorismul”. Folosind un ton ironic, aceasta a declarat că:
„SRI l-a umflat pe un ungur care umbla cu o petardă de 1 Decembrie și acum avem titluri enorme că s-a evitat un atentat terorist cu bombă în Covasna, acest cunoscut centru internațional de terorism. Circulând doar în ultimele zece zile prin Paris, Roma, St. Petersburg și Istanbul, adică niște orașe nervoase la maximum, în care TAB-urile stau în fața monumentelor istorice mai nou (niște taximetriști italieni încercau să alunge armata din față de la Coliseum pe motiv că sperie turiștii degeaba), și un Berlin Tegel în care finalmente se uită cineva la actele noastre de identitate mai atent (dar numai când pleci spre Paris sau Bruxelles) mă cam irită fumigăreala asta românească de fiecare 1 Decembrie sau 15 Martie. Să nu vie vreodată lupul, că Petrică tot face scandal și titluri tabloide de 25 de ani cu marea sperietoare maghiară! Și sper sincer, sincer de tot, că după ce asculți zeci de mii de naționaliști maghiari, șpăgari români, oameni politici, vameși, patroni de club, oengiști și așa mai departe mai ești suficient de apt și de concentrat și pentru amenințările pentru care ai fost de fapt creat, de care numai obscuritatea noastră ne protejează în prezent și norocul chior.”
Tot în 2 decembrie 2015 jurnalistul Moise Guran a declarat că s-a dorit deturnarea atenției publice de către SRI de la lupta împotriva corupției, cu atât mai mult faptul că la acest proces serviciul s-a implicat în ultimii ani, capitalizând imagine. Guran a subliniat responsabilitatea mass-mediei românești de a asigura că presupusa tentativă de terorism nu devine un instrument de agitație într-o zonă pașnică și de inoculare a vinei colective asupra întregii comunități maghiare din România. Acesta a solicitat și intervenția jurnaliștilor de a afla: de ce SRI și DIICOT nu au desfășurat în secret și mai productiv, din punct de vedere operativ prin căutarea de contacte în jurul țintei, operațiunile de prevenire a acțiunii din 1 decembrie; de ce persoana implicată în act ar fi ales un oraș cu populație maghiară, fiind direct vizată de presupusul atentat, și nu un oraș cu populație românească; de ce DIICOT l-a expus pe arestat, fiind descris ca „terorist” și „iredentist”, în fața presei române și cine are de câștigat din conflictul creat.

Cazul a fost tratat satiric sub formă de meme și în internetul în limba română pe pagini de Facebook și publicații precum Academia Cațavencu și Times New Roman. În această imagine, mai mulți Kürtőskalács considerați „Bazooka secuiesc”, indicând a fi după interpretarea SRI și DIICOT.

O reacție ironică la adresa situației a avut și Lucian Mîndruță. Pentru Evenimentul zilei Mălin Bot a amintit de presupuse legături între grupările extremiste din Ținutul Secuiesc, restul țării și Republica Moldova cu Rusia pentru crearea unei instabilități, ceea ce duce și la evitarea zonei în scopul investițiilor.
Potrivit juristului Előd Kincses, presupusul atac a ridicat o serie de semne de întrebare chiar și unor oameni fără studii juridice, dar în schimb raționali.
În 23 noiembrie 2018 deputații maghiari din România László-Ödön Fejér, József-György Kulcsár-Terza, Erika Benkő, Zsolt Bíró și Botond Csoma s-au adresat printr-o scrisoare președintelui Klaus Iohannis, prin care au solicitat rezolvarea într-un mod liniștitor a cazului și s-a înaintat petiția semnată de peste 10 000 de susținători, pentru a se comunica că sentința a fost nefondată și că au existat vicii procedurale grave, motiv pentru este nevoie de anularea acesteia.

### Partide politice
În 1 decembrie 2015, președintele Uniunii Democrate Maghiare din România (UDMR), Hunor Kelemen, a condamnat public actele de violență și s-a distanțat de orice manifestare extremă care creează tensiune între comunități, încurajând dialogul politic. Partidul Popular Creștin Democrat (KDNP) din Ungaria a avut o atitudine asemănătoare, adăugând că astfel de manifestări extreme dăunează comunităților maghiare din exterior.
În 2 decembrie 2015, fostul senator UDMR György Frunda a declarat pentru RFI România că presupusul atentat ridică semne de întrebare întrucât: ținta era supravegheată de câteva luni, însă arestarea a avut loc abia de 1 decembrie; acuzarea a menționat o intenție, dar în lipsa unui explozibil improvizat, deci nu un atentat direct; lipsa sensului în a utiliza explozibilul într-un cerc maghiar (cu excepția polițiștilor din localitate). Potrivit acestuia, în cazul adeveririi intenției, va fi un lucru de condamnat de întreaga societate iar procesul trebuie să decurgă rapid întrucât cazul riscă să afecteze relațiile româno-maghiare, atât între etnii cât și între state, relații care oricum erau slăbite. Acesta a indicat, de asemenea, că UDMR s-a afirmat în viața politică românească prin dialog.

## Analiza evenimentului

### Componenta socio-culturală și politică
Conform ziaristului Cristian Tudor Popescu în 5 decembrie 2015, evenimentul arestării și cel al secuilor ieșiți în stradă poate duce pe nedrept în mentalul românesc la transferul ideii de „terorist” asupra secuilor, în general.
În raport cu Serviciul Român de Informații, Popescu a adus în calcul posibilitatea ca în contextul dejucării de către servicii de informații străine ale unor atentate teroriste plănuite/revendicate de lumea musulmană în țări precum Franța, Marea Britanie, Germania, Belgia și altele, România și implicit SRI, în lipsa unor pericole de natură islamistă, să apeleze la un exercițiu de imagine pentru propria instituție prin intermediul maghiarilor.

#### Substrat
Potrivit juristului Előd Kincses într-un articol pentru Active Watch, fenomenul care stă la baza cazului este pericolul maghiar, având antecedente în acțiunile lui Nicolae Ceaușescu dar și conflictul interetnic de la Târgu Mureș din 1990, eveniment care a urmărit convingerea opiniei publice privind necesitatea repunerii în drepturi a Departamentului Securității Statului.

Tot acesta a subliniat că în prezent, în țară activează aproximativ șapte servicii de informații, unde fiecare dorește de dovedească necesitatea și utilitatea prezenței proprii, după Kincses existând deci o concurență acerbă în combaterea iredentismului maghiar, sistematic exagerat.
„Sunt convins că artizanii acestei lupte eroice sunt conștienți de faptul că integritatea teritorială a României nu poate fi periclitată de câteva capete înfierbântate. Numai că pentru aceste servicii post (?) securiste menținerea în conștiința publică și politică a pericolului maghiar este garanția unei meserii facile: după o muncă minimă se încasează salarii consistente și se beneficiază de statut social privilegiat. Este știut că poți ieși întotdeauna învingător cu un dușman inexistent…Mișcarea de Tineret 64 de Comitate este o organizație absolut marginală, care a fost cvasi-necunoscută de maghiarii din Transilvania înainte de izbucnirea scandalului Beke. Este absolut exclus să fie în stare să împiedice exercitarea autorității statului roman în zona secuiască – comunicatele DIICOT conțin exagerări în privința pericolului social real. De altfel, două comunități conlocuitoare nu devin peste noapte dușmani doar pentru că există câțiva extremiști izolați, reali sau inventați.”
Juristul adus la cunoștință de declarația unui senator PSD din aceeași perioadă, potrivit căruia incendiul din clubul Colectiv a fost o acțiune pentru a „rupe Ardealul”, declarația fiind supusă audienței și analizei în mass-media română, care potrivit lui Kincses, este infiltrată de agenți sub acoperire, presa oferind astfel ajutor în menținerea temerii față de pericolul maghiar.[A]
În ceea ce privește atitudinea Ministerului Afacerilor Interne (MAI) vizavi de maghiarii din România, în martie 2015 ministerul a pus în dezbatere „Strategia Națională de Ordine și Siguranță Publică 2015-2020” care vizează „eficientizarea sistemului de ordine publică și siguranță” și sunt menționate, printre altele, ca amenințări la adresa climatului de siguranță și bunăstării cetățenilor: „manifestări de rasism, xenofobie, extremism și alte forme de intoleranță, având drept scop obținerea autonomiei unor zone/regiuni pe criterii etnice.”, în această formulare introducând concepte pe care nu le definește, precum rasismul, xenofobia și extremismul, însă le asociază într-o manieră limitativă cu o situație particulară, aceea a dezbaterilor publice despre autonomia pe criterii etnice. În final, impresia indusă riscă să creeze discriminare și tensiuni în spațiul public, stigmatizând subiectul autonomiei pe criterii etnice, deci ducând la favorizarea unor abuzuri și blocarea discuțiilor pe subiect, legitim de dezbatere publică în orice societate democratică.
De asemenea, fenomenul, analizat ca fiind unul de tabuizare și inhibare a diversității opiniilor, a fost răspândit și în instituția Consiliului Superior al Magistraturii (CSM), care a interzis orice dezbatere cu privire la autonomia teritorială a Ținutului Secuiesc, în contextul lansării unei dezbateri de către UDMR în septembrie 2014. Argumentul adus de CSM este că „lansarea, prin orice mijloc de comunicare în masă, de către vectori de imagine - indiferent dacă sunt analiști, jurnaliști, politicieni – în spațiul public, a unor teme ce exced cadrului constituțional în materia înfăptuirii justiției în România, reprezintă un potențial de afectare a independenței și prestigiului acesteia și o agresiune la principiile statului de drept”. În discuție a fost invocat și articolul 152, alineatul 1 care stabilește limitele revizuirii Constituției României, menționându-se, printre altele, faptul că nu pot fi modificate caracterul național unitar, forma republicană de guvernământ și limba oficială a statului.
În perioada interzicerii, mai multe organizații au protestat împotriva poziției CSM susținând că una dintre condițiile menținerii unei societăți democratice este nelimitarea dezbaterii publice, în limitele toleranței și a respectului pentru diversitatea opiniilor, arătându-se că interzicerea sau restrângerea dezbaterii libere poate contribui la subminarea democrației și a statului de drept, prin apariția unor opinii sau curente politice radicale. La acestea se adaugă dublul standard în momentul susținerii în spațiul public a revenirii României la monarhia constituțională ca formă de guvernământ, când instituția nu s-a implicat similar.
Kincses a concluzionat că reamplificarea pericolului maghiar face parte din strategia serviciilor de informații românești, care prezintă interesul crescut să creeze o atmosferă îndeajuns de ostilă cât să împiedice guvernul tehnocrat nou instaurat în 2015 să normalizeze relațiile româno-maghiare, atât la nivel național cât și între cele două țări, care ar trebui să fie prietene. Acesta a subliniat că scopul urmărit de servicii contravine intereselor adevărate ale românilor și maghiarilor, în situația politică europeană și mondială actuală, fiind absolut necesară conlucrarea țărilor central și est-europene. Astfel, pentru acesta, cei care întețesc atmosfera antimaghiară, chiar dacă se afișează drept patrioți, în realitate prejudiciază grav interesele României.

## Evoluții ulterioare
István Beke și Zoltán Szőcs au putut solicita eliberarea condiționată începând din mai 2020, fiind înaintate patru cereri motivate de buna conduită, unde comisia din cadrul închisorii a propus de fiecare dată eliberarea. În cazul lui István Beke, instanțele au respins cererile. Judecătoria Brașov a dispus de două ori eliberarea lui Zoltán Szőcs, însă după recursul parchetului, Tribunalul Brașov și-a schimbat sentința.
În 19 iulie 2021 aceștia au fost eliberați din închisoare în urma aprobării, printr-o sentință definitivă, eliberarea condiționată de către Tribunalul Brașov. În cazul lui Zoltán Szőcs, judecătorii au considerat că apelul Parchetului împotriva sentinței din primă instanță, care a dispus eliberarea, a fost nefondat.
József-György Kulcsár-Terza de la Partidul Civic Maghiar (PCM) a fost intermediar al celor doi și opinia publică.
În 25 septembrie 2021 Beke și Szőcs au primit Medalia „Pál Teleki” de la Fundația maghiară „Gábor Bethlen”, la Budapesta.
Pedeapsa aplicată condamnaților a expirat în februarie 2022.
Se are în vedere înaintarea unui proces la Curtea Europeană a Drepturilor Omului (CEDO) din Strasbourg. În 2022 CEDO examina legalitatea condamnării.